# Хизр-хан
Хизр-хан (тат. Xızır ? — 1361) — хан Золотої Орди з 1360 до 1361 року.

## Життєпис
Походив з роду Чингизідів. За більш імовірною версією був сином Мангкутая, праонука Шибана через його третього сина Кадака. За менш імовірною - син Саси-Буки (з роду Орда Іхена). 
На початок Великої замєтні очолював орду біля ріки Яїк (Заяїцька орда). У 1360 році він з нею рушив з метою захопити владу у Золотій Орді. Із значною силою Хизр рушив проти Науруз-хана, який внаслідок тяжкої боротьби з іншими претендентами немав змоги протидіяти Хизр-хану. Тому той зумів захопити науруз-хана, страти його, зрештою стати ханом Золотої Орди.
Частина ординської знаті не визнала Хизра та відкочувала у межиріччя рік Дону та Дніпра. 
Під час свого володарювання Хизр-хан намагався придушити повстання та сепаратизм, проводив політику на послаблення руських князівств, почав карбувати власну монету. Втім вже у серпні 1361 року був вбитий разом з молодшим сином своїм старшим сином Тимур-Ходжою.